# 桜咲千依
桜咲 千依（おうさき ちよ、1988年2月12日 - ）は、日本の声優、舞台女優、歌手。旧芸名は桜咲 ちよ。神奈川県出身。
代表作に、『D.C.III 〜ダ・カーポIII〜』（瑠川さら）、『アイドルマスター シンデレラガールズ』（白坂小梅）、『ワガママハイスペック』（宮瀬未尋）などがある。

## 略歴
6歳くらいから児童劇団に所属して、舞台を中心に活動。ボイストレーニングの講師から「特徴ある声だし、声優を目指してみるのもいいんじゃない？」と言われ、「じゃあやってみる〜」と間に受ける。高校生の頃、アニメ好きだった友人に誘われ、声優のイベントに行ったところ職業としての声優を本格的に興味を持つようになった。
事務所には所属していたが、声優の基礎を勉強しようと東京アナウンス学院に通っていた。初仕事は同学院卒業後のラジオ番組のアシスタントだった。その後はwebアニメなどに出演するようになった。トリトリオフィスを経て、2014年2月1日からネヴァーランド・アーツ所属。
2012年にバンド「C+」（シープラス）、2013年に辺見さとしとアコースティックユニット「いちだーすのおんがくたい」を結成し、ボーカルと作詞を担当。
声優として転機になった作品は、初めてテレビアニメ主題歌も担当した『D.C.III 〜ダ・カーポIII〜』だと語っている。
2016年6月にDJデビューを果たし、2017年3月には香港で開催された海外イベント『ANISONG DJ Fes -MIRAI-』にも出演した。
ブシロードのキャラクタートレーディングカードゲーム「ヴァイスシュヴァルツ」の公式プレイヤーとしても活動し、プロモーション活動に参加。「ちょこたんのヴァイスシュヴァルツ公式プレイヤーへの道」として、ブシロードカードファイト2016の各地の大会やイベントに参加した。桜咲本人のPRカードも存在する。
2017年10月31日付けでネヴァーランド・アーツを退所、11月1日よりBloomZと業務提携した。2019年5月1日より、歌手として株式会社AYUMI ONE.の音楽制作チーム「STRIKERS」に所属した。
2020年9月30日付けでBloomZとの業務提携の契約が満了し、11月1日付けでグリーンノートに所属。2021年6月30日付で契約期間満了のため、歌手として所属していた株式会社AYUMI ONE.「STRIKERS」より退所。2023年1月31日付けでグリーンノートを退所。

## 人物
日本語ワープロ検定準1級、書道準6段の資格を持っている。
特技は、剣道初段、歌唱、エレクトーンである。趣味・好きなものは猫と遊ぶ、バイク、ゲーム。

## 出演
太字はメインキャラクター。

### テレビアニメ
2013年
- D.C.III 〜ダ・カーポIII〜（瑠川さら）

2015年
- アイドルマスター シンデレラガールズ（白坂小梅）
- 乱歩奇譚 Game of Laplace（女子生徒）

2016年
- ワガママハイスペック（宮瀬未尋）

2017年
- アイドルマスター シンデレラガールズ劇場（2017年 - 2019年、白坂小梅、あの子） - 3シリーズ

2018年
- 邪神ちゃんドロップキック（2018年 - 2020年、モヒカンくん） - 2シリーズ

2019年
- 魔王様、リトライ!（ミンク）
- アズールレーン（文月、長月）

### 劇場アニメ
- スクライド オルタレイション TAO（2011年、不良女、添乗アナウンス[32]）

### OVA
- 学校の怪談2008（2008年、みち代[32]）
- スカシカシパンマン・ザ・ムービー（2008年、メイド[32]）
- 女子医学教育にかけた生涯〜吉岡弥生物語〜（2013年、子供[32]）
- エリートジャック!!（2014年、当麻エリ[32]）

### Webアニメ
- 女子高生信長ちゃん!!（2011年、信長ちゃん / 吉乃田法子[32]）
- アイドルマスター シンデレラガールズ劇場 火曜シンデレラシアター / Extra Stage（2017年 - 2021年、白坂小梅[34]） - 2シリーズ

### ゲーム
2011年
- みらくる☆パーティー -不思議の幻想郷2-（因幡てゐ、メディスン・メランコリー）

2012年
- D.C.III 〜ダ・カーポIII〜（瑠川さら / サラ・クリサリス）
- 東京バベル
- PhaseD 白影の章（高峯夏希）
- みらくる超パーティー -早苗と天子の幻想迷宮-（蓬莱山輝夜、メディスン・メランコリー）

2013年
- アイドルマスター シンデレラガールズ（2013年 - 2023年、白坂小梅） - 2作品
- 1/2 summer+（テトメト）
- 学☆王 -THE ROYAL SEVEN STARS- +METEOR（アンネマリー・ローエンシュタイン）
- D.C.III Plus 〜ダ・カーポIII プラス〜（瑠川さら / サラ・クリサリス）

2014年
- 白猫プロジェクト（ロッカ・フブキ、イーノ）
- テイマーズダンジョン〜迷宮の魔物使い〜（メリアス）

2015年
- グランブルーファンタジー（白坂小梅）
- ザクセスヘブン（姫野愛莉）
- なないろリンカネーション（アイリス）
- ひとつ飛ばし恋愛V（三枝紅）

2016年
- PriministAr -プライミニスター-（継花流々子）
- トリックスター〜召喚士になりたい〜（シープ）
- はがねオーケストラ（ムラサキ、ミコト、カグラ）
- ソラヒメ ACE VIRGIN -銀翼の戦闘姫-（Me 210、F4F ワイルドキャット、F-117、Ju87 シュトゥーカ）

2017年
- 桜花裁き 斬（山陰阿国）
- ワガママハイスペック（宮瀬未尋）
- セブンズストーリー（イータ、モニカ）

2018年
- デスティニーチャイルド（バスト）
- サウザンドメモリーズ（カーリー）
- Q＆Qアンサーズ（ジュリエット、ティターニ）
- アズールレーン（文月、長月）
- りっく☆じあ〜す（10式戦車、87式地雷散布装置(UH-1J)、74式戦車、レオパルト2A4M CAN）
- モン娘☆は〜れむ（Muse）
- メギド72（2018年 - 2023年、コルソン）
- 百花標人伝アスカ（命）
- 相剋のエルシオン 光と闇の輪廻（ピア、フィーナ）

2019年
- ドールズフロントライン（Ameli）
- 添いカノ 〜ぎゅっと抱きしめて〜（花塚藍果）
- 不思議の幻想郷 -ロータスラビリンス-（メディスン・メランコリー 他）
- イースIX -Monstrum NOX-（アーチェ）
- 葛唄-カズラウタ-（澄池早紀）

2020年
- にゃんグリラ（ココア、ラグナ）
- アークナイツ（ポプカル）
- Shadowverse（白坂小梅）
- エースヴァージン:再出撃（テンペスト、F-1）

2021年
- クイズRPG 魔法使いと黒猫のウィズ（リクリン・へクス）
- ブラック・サージナイト（ライプツィヒ）
- アイドルマスター ポップリンクス（白坂小梅）
- さくらの雲＊スカアレットの恋（櫻井雪葉）

2022年
- おじさまと猫 スーパーミラクルパズル（後藤もみじ）
- さくらいろプリズム（明石澪）

2023年
- D.C.III P.S. ～ダ・カーポIII プラスストーリー～（瑠川 さら、サラ・クリサリス）

2024年
- 不思議の幻想郷 -FORESIGHT-（因幡てゐ、蓬莱山輝夜）
- さくらいろテトラプリズム（明石澪）

### ドラマCD
2008年
- サナリカ おはなしCDふたつめ
- バカとテストと召喚獣（生徒）

2009年
- いつか天魔の黒ウサギ（女子生徒）

2010年
- ぼくたちと駐在さんの700日戦争 Vol.3（ミカ）

2012年
- D.C.III 〜ダ・カーポIII〜 特典ドラマCD（瑠川さら）
- D.C.III 〜ダ・カーポIII〜 ドラマCDコレクション シリーズ（瑠川さら）

2014年
- THE IDOLM@STER CINDERELLA GIRLS WONDERFUL M@GIC SPECIALドラマCD（白坂小梅）

2015年
- THE IDOLM@STER CINDERELLA GIRLS ANIMATION PROJECT 03 -LEGNE- 仇なす剣 光の旋律（白坂小梅）
- D.C.III 〜ダ・カーポIII〜 D.C.III Side Stories シリーズ（瑠川さら）

### ASMR
- ウイッチズ・エルミタージュ 獣の魔女のもふもふバブみクラブ【CV.桜咲千依】（2023年、ゼフラ）
- 【LAST ORIGIN】 ASMRボイスドラマ 「宝蓮 -宝蓮ちゃんの押しかけ美容サービス-」（2025年、宝蓮）

### ラジオ
※はインターネット配信。
- サブちゃん一家のやっぱりアニメはやめられない!?（2008年 - 2009年[88]・2010年4月 - 2011年3月[89]、めでぃあ横町※・HiBiKi Radio Station※）アシスタントパーソナリティ[32]
- けーすけ・ちよの声優で地球は救われる!（2010年 - 2012年、ぽけら※）メインパーソナリティ[32]
- あんちょびステーション（2011年、HiBiKi Radio Station※・めでぃあ横町※）[90]
- チヨちゃん一家のやっぱりアニメはやめられない!（2011年[91] - 2012年3月[92]、めでぃあ横町※）メインパーソナリティ[32]
- 風見学園新聞部（2012年 - 2013年、HiBiki Radio Station※）サブパーソナリティ[32]
- ラジオD.C.（2013年、HiBiKi Radio Station※）パーソナリティ[93]
- ラジオD.C.2014（2014年、HiBiKi Radio Station※）パーソナリティ[94]

### ラジオCD
- けーすけ・ちよの声優で地球は救われる! ラジオCD地球編1 - 2（2012年）[95]
- 風見学園新聞部 ラジオCD vol.1 - 3（2012年 - 2013年）
- 新田恵海のえみゅーじっく♪まじっく☆ つん1（2014年）新規録り下ろし特別版ゲスト

### テレビ番組
※はインターネット配信。
- あらぶんちょ!（2009年 - 、TCN）グルメリポーター[32][96][97]
- 風見学園新聞部 活動報告〜体験入部者は君だ!〜（2013年、ニコニコ生放送※）
- えみちょこちゃんねる（2014年、YouTube※）[98][99]
- 五十嵐裕美・桜咲千依のあけっぴろげパーティ！（2017年 - 2018年、ニコニコ生放送※）[100]
- SNS発見アドベンチャー ふぉろみ&ただみ（2023年、テレビ大阪、ふぉろみ）

### 映像商品
- THE IDOLM@STER CINDERELLA GIRLS 1stLIVE WONDERFUL M@GIC!! Day1（2014年）[101]
- THE IDOLM@STER CINDERELLA GIRLS 2ndLIVE PARTY M@GIC!!（2015年）[102]
- THE IDOLM@STER CINDERELLA GIRLS 3rdLIVE シンデレラの舞踏会 -Power of Smile- Blu-ray Day1（2016年）[103]
- THE IDOLM@STER CINDERELLA GIRLS 4thLIVE TriCastle Story（2017年）[104]
- あけっぴろげに北海道気分を味わおう！（2018年）[105]
- THE IDOLM@STER CINDERELLA GIRLS Live Broadcast 24magic 〜シンデレラたちの24時間生放送！〜（2021年）[106]
- THE IDOLM@STER M@STERS OF IDOL WORLD!!!!! 2023 Blu-ray PERFECT BOX!!!!!（2023年）[107]

### 舞台
- グワィニャオン
  - 『Oji 〜ヘンテコリンなわんぱくおじさん〜』（2007年、島ねずみのチコ）[32][108]
  - 『「音小増と殻少女」改め「IのMEMORIES」』（2007年、珠子）[32][109]
  - 『黒子ノ譲志』（2008年、かよ子人形）[32][110]
  - 『番外 池田屋・裏』（2009年、岬つくし）[32][111]
  - 『闘争×ホルモン TackleBagタックルバッグ』（2010年、大浦晴江〈学生時代〉）[32][112]
  - 『女女女ニョニョニョ』（2010年、たると役）[32][113]
  - 『「女女女ニョニョニョ」&「Tポーズお願いします。」』（2014年）[32][114][注 2]
  - 『ほたえな 胸中が猿』（2015年）[115]
  - 15周年二本立て公演『「みどりのおばさん現る メランコリー白書」&「マイセブン」』（2016年）[116][注 3]
  - 『生きてるうちが華なのよ TAIAI』（2023年）[117]
  - 『奇譚 地獄たられば』（2025年公演予定）[118]
- 朗読劇『超訳文学〜吾輩は猫である〜』（2016年、朗読）[32][119]
- 超訳文学 朗読劇『夏の夜の夢』（2016年、朗読）[120]
- THE LIVE READING『武装少女マキャヴェリズム』（2017年、因幡月夜）[121]
- ミュージカル『ソーォス!』（2017年、潤喜の3女アマンダ）[122]

### その他コンテンツ
- ai sp@ce 外神田ジュエルス（真珠[32]）
- 声優+Plus（携帯アプリ）[123]
- キタックジャグラーランド（携帯アプリ）[123]
- OVA「サクラカプセル」看板娘[124]
- りっく☆じあーす（10式戦車 戦車教導隊Ver、87式地雷散布装置 UH-1J、74式戦車 第14戦車中隊Ver、レオパルト2A4M CAN）
- AirAria（ワイヤレスステレオイヤホン）音声ガイド担当
- 声優e-Sports部 4期生（2022年10月 - ）YouTubeでのゲーム実況

## ディスコグラフィ

### ミニアルバム
|     | 発売日        | タイトル   | 規格品番  | 最高位 |
| --- | ------------- | ---------- | --------- | ------ |
| 1st | 2015年2月11日 | ナナイロ。 | VOLA-0009 | -      |

### 配信楽曲
| 配信開始日    | タイトル         | 備考 |
| ------------- | ---------------- | ---- |
| 2020年9月25日 | DAHLiA CHOCOLATA |      |

### タイアップ曲
| 楽曲         | タイアップ                                          | 時期   |
| ------------ | --------------------------------------------------- | ------ |
| 晴れたら     | Webアニメ『声優刑事』エンディングテーマ             | 2010年 |
| 愛〜MEGUMI〜 | Webアニメ『女子高生信長ちゃん!!』エンディングテーマ | 2011年 |

### 歌手参加作品
| 発売日         | 商品名                                  | 歌       | 楽曲                 | 備考                                   |
| -------------- | --------------------------------------- | -------- | -------------------- | -------------------------------------- |
| 2017年         | -                                       | 桜咲千依 | 「Beautiful Answer」 | ゲーム『星のガールズオデッセイ』主題歌 |
| 2019年10月27日 | AYUMI ONE. STRIKERS Compilations -Glow- | 桜咲千依 | 「輝くひかり」       | 「M3 2019秋」頒布                      |

### キャラクターソング
| 発売日   | 商品名 | 歌 | 楽曲                                                               | 備考                                                                     |
| 2012年   | 2012年 | 2012年 | 2012年                                                             | 2012年                                                                   |
| -------- | --- | --- | ------------------------------------------------------------------ | ------------------------------------------------------------------------ |
| 8月26日  | D.C.III 〜ダ・カーポIII〜 キャラクターソングコレクション Vol.1                                               | 瑠川さら（桜咲千依） | 「メタモルフォーゼ、少女。」                                       | ゲーム『D.C.III 〜ダ・カーポIII〜』関連曲                                |
| 10月26日 | D.C.III 〜ダ・カーポIII〜 ドラマCDコレクション vol.II feat.瑠川さら                                          | 瑠川さら（桜咲千依） | 「サクライロノキセツ（Sara in KARAOKE room Techno arrange Ver.）」 | ゲーム『D.C.III 〜ダ・カーポIII〜』関連曲                                |
| 2013年   | | |                                                                    |                                                                          |
| 1月23日  | サクラハッピーイノベーション                                                                                 | 森園立夏（新田恵海）、芳乃シャルル（宮崎羽衣）、葛木姫乃（佐々木未来）、瑠川さら（桜咲千依）、陽ノ下葵（海保えりか） | 「サクラハッピーイノベーション」                                   | テレビアニメ『D.C.III 〜ダ・カーポIII〜』オープニングテーマ              |
| 1月23日  | サクラハッピーイノベーション                                                                                 | 森園立夏（新田恵海）、芳乃シャルル（宮崎羽衣）、葛木姫乃（佐々木未来）、瑠川さら（桜咲千依）、陽ノ下葵（海保えりか） | 「サクラサクミライコイユメ（feat.風見学園新聞部）」                | テレビアニメ『D.C.III 〜ダ・カーポIII〜』関連曲                          |
| 11月13日 | THE IDOLM@STER CINDERELLA MASTER 022 白坂小梅                                                                | 白坂小梅（桜咲千依） | 「小さな恋の密室事件」                                             | ゲーム『アイドルマスター シンデレラガールズ』関連曲                      |
| 2014年   | | |                                                                    |                                                                          |
| 12月17日 | THE IDOLM@STER CINDERELLA MASTER Cool Jewelries! 002                                                         | 川島瑞樹（東山奈央）、白坂小梅（桜咲千依）、アナスタシア（上坂すみれ）、神谷奈緒（松井恵理子）、北条加蓮（渕上舞） | 「オルゴールの小箱」 「ゴキゲンParty Night」                       | ゲーム『アイドルマスター シンデレラガールズ』関連曲                      |
| 12月17日 | THE IDOLM@STER CINDERELLA MASTER Cool Jewelries! 002                                                         | 白坂小梅（桜咲千依） | 「メトロポリタン美術館」                                           | ゲーム『アイドルマスター シンデレラガールズ』関連曲                      |
| 2015年   | | |                                                                    |                                                                          |
| 2月18日  | THE IDOLM@STER CINDERELLA GIRLS ANIMATION PROJECT 01 Star!!                                                  | 高垣楓（早見沙織）、城ヶ崎美嘉（佳村はるか）、小日向美穂（津田美波）、十時愛梨（原田ひとみ）、川島瑞樹（東山奈央）、日野茜（赤﨑千夏）、輿水幸子（竹達彩奈）、佐久間まゆ（牧野由依）、白坂小梅（桜咲千依） | 「お願い！シンデレラ」                                             | テレビアニメ『アイドルマスター シンデレラガールズ』挿入歌                |
| 12月23日 | アイドルマスター シンデレラガールズ BD・DVD 第7巻完全生産限定版特典CD「346Pro IDOL selection vol.4」         | 星輝子（松田颯水）、白坂小梅（桜咲千依） | 「Lunatic Show」                                                   | テレビアニメ『アイドルマスター シンデレラガールズ』関連曲                |
| 2016年   | | |                                                                    |                                                                          |
| 3月30日  | THE IDOLM@STER CINDERELLA GIRLS ANIMATION PROJECT ORIGINAL SOUNDTRACK                                        | 双葉杏（五十嵐裕美）、三村かな子（大坪由佳）、城ヶ崎莉嘉（山本希望）、神崎蘭子（内田真礼）、前川みく（高森奈津美）、諸星きらり（松嵜麗）、多田李衣菜（青木瑠璃子）、赤城みりあ（黒沢ともよ）、新田美波（洲崎綾）、緒方智絵里（大空直美）、安部菜々（三宅麻理恵）、木村夏樹（安野希世乃）、白坂小梅（桜咲千依） | 「GOIN'!!!」                                                       | テレビアニメ『アイドルマスター シンデレラガールズ』挿入歌                |
| 8月31日  | THE IDOLM@STER CINDERELLA GIRLS STARLIGHT MASTER 05 純情Midnight伝説                                         | 白坂小梅（桜咲千依） | 「Bloody Festa」                                                   | ゲーム『アイドルマスター シンデレラガールズ スターライトステージ』関連曲 |
| 10月14日 | THE IDOLM@STER CINDERELLA GIRLS 4thLIVE TriCastle Story -Brand new Castle- 会場オリジナルCD 絶対ピンクな小箱 | 白坂小梅（桜咲千依） | 「オルゴールの小箱」                                               | ゲーム『アイドルマスター シンデレラガールズ』関連曲                      |
| 2017年   | | |                                                                    |                                                                          |
| 2月8日   | THE IDOLM@STER CINDERELLA MASTER EVERMORE                                                                    | アナスタシア（上坂すみれ）、緒方智絵里（大空直美）、神谷奈緒（松井恵理子）、川島瑞樹（東山奈央）、輿水幸子（竹達彩奈）、小早川紗枝（立花理香）、佐久間まゆ（牧野由依）、白坂小梅（桜咲千依）、高森藍子（金子有希）、十時愛梨（原田ひとみ）、日野茜（赤﨑千夏）、北条加蓮（渕上舞）、星輝子（松田颯水）、堀裕子（鈴木絵理）、三村かな子（大坪由佳） | 「ゴキゲンParty Night」                                            | ゲーム『アイドルマスター シンデレラガールズ』関連曲                      |
| 2月8日   | THE IDOLM@STER CINDERELLA MASTER EVERMORE                                                                    | 大橋彩香、福原綾香、原紗友里、藍原ことみ、青木志貴、青木瑠璃子、飯田友子、五十嵐裕美、今井麻夏、上坂すみれ、内田真礼、桜咲千依、大空直美、大坪由佳、金子真由美、金子有希、木村珠莉、黒沢ともよ、佐藤亜美菜、下地紫野、洲崎綾、鈴木絵理、髙野麻美、高森奈津美、立花理香、種﨑敦美、千菅春香、東山奈央、長島光那、原優子、早見沙織、春瀬なつみ、渕上舞、牧野由依、松井恵理子、松嵜麗、三宅麻理恵、村中知、杜野まこ、安野希世乃、山下七海、山本希望、佳村はるか、ルゥティン、和氣あず未 | 「EVERMORE（4thLIVE MIX）」                                        | ゲーム『アイドルマスター シンデレラガールズ』関連曲                      |
| 8月9日   | THE IDOLM@STER CINDERELLA GIRLS STARLIGHT MASTER 12 命燃やして恋せよ乙女                                     | 星輝子（松田颯水）、白坂小梅（桜咲千依）、輿水幸子（竹達彩奈）、小早川紗枝（立花理香）、姫川友紀（杜野まこ） | 「Lunatic Show」                                                   | ゲーム『アイドルマスター シンデレラガールズ スターライトステージ』関連曲 |
| 2018年   | | |                                                                    |                                                                          |
| 8月22日  | THE IDOLM@STER CINDERELLA GIRLS STARLIGHT MASTER 20 リトルリドル                                             | 双葉杏（五十嵐裕美）、城ヶ崎莉嘉（山本希望）、二宮飛鳥（青木志貴）、白坂小梅（桜咲千依）、早坂美玲（朝井彩加） | 「リトルリドル（M@STER VERSION）」                                 | ゲーム『アイドルマスター シンデレラガールズ スターライトステージ』関連曲 |
| 2019年   | | |                                                                    |                                                                          |
| 3月20日  | THE IDOLM@STER CINDERELLA GIRLS STARLIGHT MASTER 27 Vast world                                               | 緒方智絵里（大空直美）、白坂小梅（桜咲千依）、堀裕子（鈴木絵理）、双葉杏（五十嵐裕美）、諸星きらり（松嵜麗） | 「Vast world（M@STER VERSION）」                                   | ゲーム『アイドルマスター シンデレラガールズ スターライトステージ』関連曲 |
| 5月1日   | THE IDOLM@STER CINDERELLA GIRLS STARLIGHT MASTER 28 凸凹スピードスター                                       | 前川みく（高森奈津美）、川島瑞樹（東山奈央）、白坂小梅（桜咲千依）、三村かな子（大坪由佳） | 「キミとボクのミライ」                                             | ゲーム『アイドルマスター シンデレラガールズ スターライトステージ』関連曲 |
| 9月18日  | THE IDOLM@STER CINDERELLA GIRLS STARLIGHT MASTER 32 アンデッド・ダンスロック                                 | 松永涼（千菅春香）、白坂小梅（桜咲千依） | 「アンデッド・ダンスロック（M@STER VERSION）」                     | ゲーム『アイドルマスター シンデレラガールズ スターライトステージ』関連曲 |
| 11月8日  | THE IDOLM@STER CINDERELLA GIRLS 7thLIVE TOUR Special 3chord♪ Funky Dancing! 会場オリジナルCD                 | 白坂小梅（桜咲千依） | 「リトルリドル（M@STER VERSION）」                                 | ゲーム『アイドルマスター シンデレラガールズ スターライトステージ』関連曲 |
| 2020年   | | |                                                                    |                                                                          |
| 2月14日  | THE IDOLM@STER CINDERELLA GIRLS 7thLIVE TOUR Special 3chord♪ Glowing Rock! 会場オリジナルCD                  | 白坂小梅（桜咲千依） | 「Vast World（M@STER VERSION）」                                   | ゲーム『アイドルマスター シンデレラガールズ スターライトステージ』関連曲 |
| 2月19日  | THE IDOLM@STER CINDERELLA MASTER 3chord for the Dance!                                                       | ナターリア（生田輝）、小早川紗枝（立花理香）、白坂小梅（桜咲千依） | 「Athanasia」                                                      | ゲーム『アイドルマスター シンデレラガールズ』関連曲                      |
| 10月7日  | THE IDOLM@STER CINDERELLA GIRLS Live Broadcast 24magic 〜シンデレラたちの24時間生放送！〜 オリジナルCD       | 白坂小梅（桜咲千依） | 「アンデッド・ダンスロック（M@STER VERSION）」                     | ゲーム『アイドルマスター シンデレラガールズ スターライトステージ』関連曲 |
| 12月16日 | THE IDOLM@STER CINDERELLA GIRLS STARLIGHT MASTER GOLD RUSH! 05 オレンジタイム                                | 輿水幸子（竹達彩奈）、白坂小梅（桜咲千依）、星輝子（松田颯水） | 「オレンジタイム（M@STER VERSION）」                               | ゲーム『アイドルマスター シンデレラガールズ スターライトステージ』関連曲 |
| 2021年   | | |                                                                    |                                                                          |
| 10月13日 | THE IDOLM@STER CINDERELLA GIRLS STARLIGHT MASTER GOLD RUSH! 11 Home Sweet Home                               | 白坂小梅（桜咲千依）、辻野あかり（梅澤めぐ）、道明寺歌鈴（新田ひより）、佐久間まゆ（牧野由依）、小日向美穂（津田美波） | 「Home Sweet Home（M@STER VERSION）」                              | ゲーム『アイドルマスター シンデレラガールズ スターライトステージ』関連曲 |
| 10月13日 | THE IDOLM@STER CINDERELLA GIRLS STARLIGHT MASTER GOLD RUSH! 11 Home Sweet Home                               | 白坂小梅（桜咲千依） | 「Home Sweet Home（M@STER VERSION）」                              | ゲーム『アイドルマスター シンデレラガールズ スターライトステージ』関連曲 |
| 2022年   | | |                                                                    |                                                                          |
| 3月16日  | THE IDOLM@STER CINDERELLA GIRLS STARLIGHT MASTER R/LOCK ON! 03 かぼちゃ姫                                    | 白坂小梅（桜咲千依）、久川凪（立花日菜）、関裕美（会沢紗弥）、森久保乃々（高橋花林）、椎名法子（都丸ちよ） | 「かぼちゃ姫（M@STER VERSION）」                                   | ゲーム『アイドルマスター シンデレラガールズ スターライトステージ』関連曲 |
| 3月16日  | THE IDOLM@STER CINDERELLA GIRLS STARLIGHT MASTER R/LOCK ON! 03 かぼちゃ姫                                    | 白坂小梅（桜咲千依） | 「かぼちゃ姫（M@STER VERSION）」                                   | ゲーム『アイドルマスター シンデレラガールズ スターライトステージ』関連曲 |
| 6月29日  | THE IDOLM@STER CINDERELLA GIRLS STARLIGHT MASTER R/LOCK ON! 06 Demolish                                      | 白坂小梅（桜咲千依）、松永涼（千菅春香） | 「大河よ共に泣いてくれ」                                           | ゲーム『アイドルマスター シンデレラガールズ スターライトステージ』関連曲 |
| 2023年   | | |                                                                    |                                                                          |
| 6月14日  | THE IDOLM@STER CINDERELLA GIRLS STARLIGHT MASTER R/LOCK ON! 17 廻談詣り                                      | 依田芳乃（高田憂希）、白坂小梅（桜咲千依） | 「廻談詣り（M@STER VERSION）」                                     | ゲーム『アイドルマスター シンデレラガールズ スターライトステージ』関連曲 |
| 6月14日  | THE IDOLM@STER CINDERELLA GIRLS STARLIGHT MASTER R/LOCK ON! 17 廻談詣り                                      | 白坂小梅（桜咲千依） | 「廻談詣り（M@STER VERSION）」                                     | ゲーム『アイドルマスター シンデレラガールズ スターライトステージ』関連曲 |
| 2024年   | | |                                                                    |                                                                          |
| 10月16日 | THE IDOLM@STER CINDERELLA GIRLS STARLIGHT MASTER HEART TICKER! 10 流星浪漫                                   | 白坂小梅（桜咲千依） | 「Merry Warm Bodies」                                              | ゲーム『アイドルマスター シンデレラガールズ スターライトステージ』関連曲 |

## ライブ・イベント

### 単独イベント
| 出演日         | タイトル                                                                  | 会場                               |
| -------------- | ------------------------------------------------------------------------- | ---------------------------------- |
| 2013年2月23日  | 桜咲千依Birth day live「チヨ缶。」〜つめこんでみました！〜                | 新大久保CLUB Voice（東京都）       |
| 2014年2月11日  | 桜咲千依Birth day live「チヨ缶。」vol.2〜コラボしてみました！〜           | 四谷Live inn Magic（東京都）       |
| 2015年2月13日  | ナナイロチヨ祭。                                                          | LIVE GATE TOKYO（東京都）          |
| 2016年2月13日  | うにざんまい〜桜咲千依生誕祭〜                                            | 原宿ストロボカフェ（東京都）       |
| 2016年10月30日 | 桜咲千依チヨパカパーク結成記念イベント 第1章〜welcome to チヨパカパーク〜 | 東京カルチャーカルチャー（東京都） |
| 2017年2月18日  | 桜咲千依チヨパカパーク 第2章〜Happy Birthday to チヨパカパーク〜          | 東京カルチャーカルチャー（東京都） |

### 合同ライブ
| 出演日               | タイトル                                                                                        | 会場                                        |
| -------------------- | ----------------------------------------------------------------------------------------------- | ------------------------------------------- |
| 2014年4月5日         | THE IDOLM@STER CINDERELLA GIRLS 1stLIVE WONDERFUL M@GIC!!                                       | 舞浜アンフィシアター（千葉県）              |
| 2014年11月30日       | THE IDOLM@STER CINDERELLA GIRLS 2ndLIVE PARTY M@GIC!!                                           | 国立代々木第一体育館（東京都）              |
| 2015年11月28日       | THE IDOLM@STER CINDERELLA GIRLS 3rdLIVE シンデレラの舞踏会 - Power of Smile -                   | 幕張メッセ国際展示場 9-11番ホール（千葉県） |
| 2016年9月3日・4日    | THE IDOLM@STER CINDERELLA GIRLS 4thLIVE TriCastle Story Starlight Castle                        | 神戸ワールド記念ホール（兵庫県）            |
| 2016年10月15日       | THE IDOLM@STER CINDERELLA GIRLS 4thLIVE TriCastle Brand New Castle                              | さいたまスーパーアリーナ（埼玉県）          |
| 2017年5月13日・14日  | THE IDOLM@STER CINDERELLA GIRLS 5thLIVE TOUR Serendipity Parade!!! 宮城公演                     | セキスイハイムスーパーアリーナ（宮城県）    |
| 2017年6月9日・10日   | THE IDOLM@STER CINDERELLA GIRLS 5thLIVE TOUR Serendipity Parade!!! 大阪公演                     | 大阪城ホール（大阪府）                      |
| 2017年8月12日        | THE IDOLM@STER CINDERELLA GIRLS 5thLIVE TOUR Serendipity Parade!!! さいたまスーパーアリーナ公演 | さいたまスーパーアリーナ（埼玉県）          |
| 2018年4月7日・8日    | THE IDOLM@STER CINDERELLA GIRLS Initial Mess@ge                                                 | 台北国際会議中心（台湾 台北市）             |
| 2018年11月10日・11日 | THE IDOLM@STER CINDERELLA GIRLS 6thLIVE MERRY-GO-ROUNDOME!!!                                    | メットライフドーム（埼玉県）                |
| 2019年6月16日        | アイドルマスター シンデレラガールズ プロデューサーさん感謝祭 in 新木場スタジオコースト          | STUDIO COAST（東京都）                      |
| 2019年9月3日・4日    | THE IDOLM@STER CINDERELLA GIRLS 7thLIVE TOUR Special 3chord♪ Comical Pops!                      | 幕張メッセ国際展示場 9-11番ホール（千葉県） |
| 2020年2月15日・16日  | THE IDOLM@STER CINDERELLA GIRLS 7thLIVE TOUR Special 3chord♪ Glowing Rock!                      | 京セラドーム大阪（大阪府）                  |
| 2021年1月9日         | THE IDOLM@STER CINDERELLA GIRLS Broadcast & LIVE Happy New Yell!!!                              | 幕張メッセ国際展示場 1-3番ホール（千葉県）  |
| 2021年10月2日・3日   | THE IDOLM@STER CINDERELLA GIRLS 10th ANNIVERSARY M@GICAL WONDERLAND TOUR!!! MerryMaerchen Land  | 西日本総合展示場 新館（福岡県）             |
| 2022年4月2日         | THE IDOLM@STER CINDERELLA GIRLS 10th ANNIVERSARY M@GICAL WONDERLAND!!!                          | ベルーナドーム（埼玉県）                    |
| 2022年11月26日・27日 | THE IDOLM@STER CINDERELLA GIRLS Twinkle LIVE Constellation Gradation                            | ベルーナドーム（埼玉県）                    |
| 2023年2月11日        | THE IDOLM@STER M@STERS OF IDOL WORLD!!!!! 2023                                                  | 東京ドーム（東京都）                        |
| 2023年6月10日・11日  | THE IDOLM@STER CINDERELLA GIRLS 燿城夜祭 -かがやきよまつり-                                     | 大阪城ホール（大阪府）                      |